# Biyouha
Biyouha es una comuna camerunesa perteneciente al departamento de Nyong-et-Kéllé de la región del Centro.
En 2005 tiene 3386 habitantes, de los que 1651 viven en la capital comunal homónima.
Se ubica en el oeste de la región, unos 70 km al oeste de Yaundé.

## Localidades
Comprende, además de Biyouha, las siguientes localidades:
- Bangsombi
- Memel
- Song Bayang
- Song Dibong
- So-Mapan
- Song Nkoumondo
- Song Poua
- Songa
- Tum Ngock